# Phyllotreta mongolica
Phyllotreta mongolica es una especie de insecto coleóptero de la familia Chrysomelidae. Fue descrita científicamente en 1980 por Medvedev.